# Episodi di Una famiglia come le altre (quarta stagione)
La quarta stagione della serie televisiva Una famiglia come le altre è stata trasmessa in anteprima negli Stati Uniti d'America dalla ABC tra il 20 settembre 1992 e il 23 maggio 1993.
| nº | Titolo originale             | Titolo italiano | Prima TV USA      | Prima TV Italia |
| -- | ---------------------------- | --------------- | ----------------- | --------------- |
| 1  | Bec to the Future            |                 | 20 settembre 1992 |                 |
| 2  | Exposed                      |                 | 27 settembre 1992 |                 |
| 3  | Premarital Syndrome          |                 | 4 ottobre 1992    |                 |
| 4  | The Whole Truth              |                 | 18 ottobre 1992   |                 |
| 5  | Love Letters                 |                 | 8 novembre 1992   |                 |
| 6  | Windows                      |                 | 22 novembre 1992  |                 |
| 7  | Babes in the Woods           |                 | 29 novembre 1992  |                 |
| 8  | Udder Madness                |                 | 13 dicembre 1992  |                 |
| 9  | Happy Holidays               |                 | 20 dicembre 1992  |                 |
| 10 | Choices                      |                 | 3 gennaio 1993    |                 |
| 11 | Incident on Main             |                 | 10 gennaio 1993   |                 |
| 12 | Lost Weekend                 |                 | 24 gennaio 1993   |                 |
| 13 | Visions                      |                 | 14 febbraio 1993  |                 |
| 14 | Five to Midnight             |                 | 21 febbraio 1993  |                 |
| 15 | Bedfellows                   |                 | 28 febbraio 1993  |                 |
| 16 | Last Wish                    |                 | 7 marzo 1993      |                 |
| 17 | Life Goes on (and on and On) |                 | 23 maggio 1993    |                 |